# Верхній Хотемль
Верхній Хотемль (рос. Верхний Хотемль) — присілок в Фатезькому районі Курської області Російської Федерації.
Населення становить 67 осіб. Входить до складу муніципального утворення Верхньохотемльська сільрада.

## Історія
Населений пункт розташований на території українського етнічного та культурного краю Східна Слобожанщина.
Від 2004 року входить до складу муніципального утворення Верхньохотемльська сільрада.

## Населення
| 1979 | 2002 | 2010 |
| ---- | ---- | ---- |
| 225  | ↘101 | ↘67  |